# Doi Inthanon
Doi Inthanon (Thai: ดอยอินทนนท์) is de hoogste berg van Thailand. De berg is 2565 meter hoog en ligt in het district Chom Thong van de provincie Chiang Mai op 18° 35' noord 98° 29' oost.
In het verleden stond de berg bekend onder de naam Doi Loing (grote berg), ook wel Doi Ang Ka (berg bij de wastobbe van de kraai). Deze laatste naam refereert aan een meertje in de vorm van een wastobbe waar veel kraaien samenkomen. De naam Doi Inthanon is gegeven ter ere van koning Inthawichayanon, een van de laatste koningen van Lanna.
In 1954 werden de bossen rond de berg uitgeroepen tot een van de 14 eerste nationale parken in Thailand, het Nationaal park Doi Inthanon met de Mae Ya-waterval. Geologisch gezien is de berg een granieten batholiet die in noord-zuidelijke richting in een bergketen ligt.
Er zijn twee chedi's ter ere van de koning en koningin van Thailand.

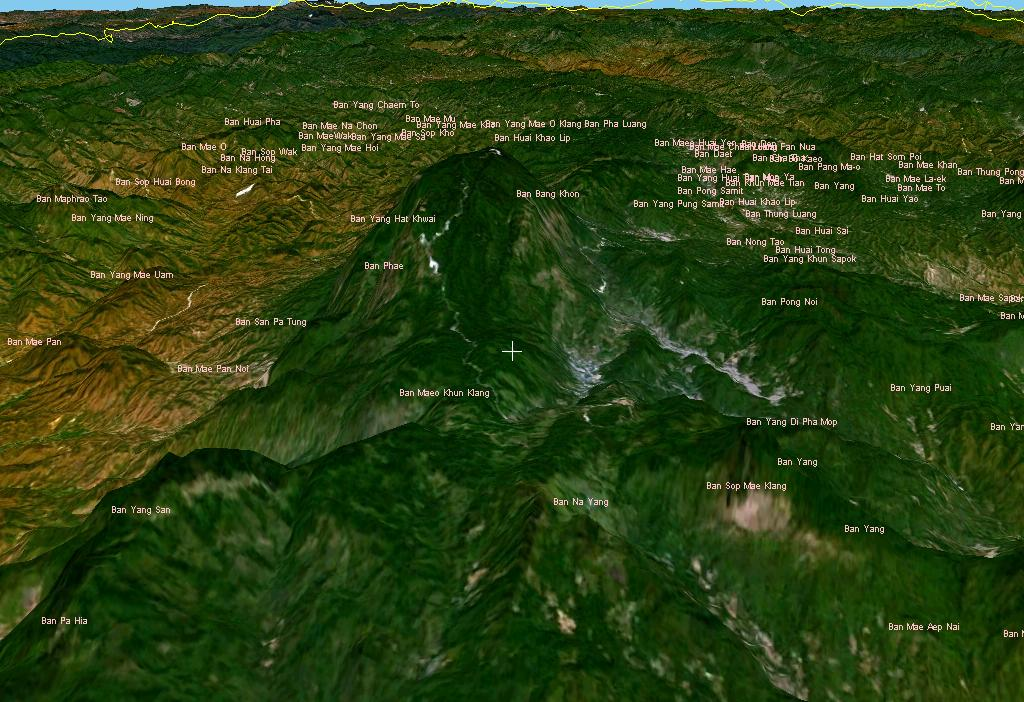
Het bergmassief van Doi Inthanon bekeken vanaf de zuidkant. Duidelijk zichtbaar is de toegangsweg aangelegd naar de top. De gele lijn in de achtergrond is de grens met Myanmar. Klik op de afbeelding voor een grotere weergave.